# Jordana Beatty
Jordana Beatty (* 30. Januar 1998 in Sydney) ist eine australische Schauspielerin, die vor allem durch ihre Haupt- wie auch Titelrolle in Judy Moody and the Not Bummer Summer Bekanntheit erlangte.

## Leben
Jordana Beatty wurde im Jahre 1998 als Tochter von Alexandra, einer ehemaligen Kinderdarstellerin, die heute als Anwältin für Honda arbeitet, und Zac, einem Barkeeper in einem Nachtlokal, in der größten Stadt Australiens geboren. Als sie noch im Kindesalter das Musical Mary Poppins besuchte, beschloss sie selbst Schauspielerin zu werden und startete ihre Karriere in verschiedenen Werbesendungen im australischen Fernsehen, wobei sie ihren ersten Einsatz als Vierjährige hatte.
Zu ihren ersten nennenswerten Auftritten im Film- und Fernsehgeschäft kam sie in der Rolle der Lucy Stevens in der langjährigen australischen Erfolgsserie All Saints, wo sie in ihrer wiederkehrenden Rolle in sechs verschiedenen Folgen zu sehen war. Nur ein Jahr später, im Jahr 2006, kam sie zu einem Gastauftritt in Superman Returns, einer US-amerikanischen Produktion. Danach wurde es weitgehend ruhig um die junge Schauspielerin, die erst im Jahre 2009 zurück auf den Bildschirm kehrte, wo sie den wiederkehrenden Charakter Rachel in der US-Serie Legend of the Seeker – Das Schwert der Wahrheit darstellte.
2010 wurde sie schließlich in die Titel- und Hauptrolle der Judy Moody im 2011 veröffentlichten Film Judy Moody and the Not Bummer Summer gecastet. Dies brachte ihr neben weltweiter Bekanntheit auch Ruhm ein. So wurde sie bei der Verleihung der Young Artist Awards 2012 zusammen mit ihren Schauspielkollegen Parris Mosteller, Preston Bailey, Jackson Odell, Taylar Hender, Ashley Boettcher, Garrett Ryan und Cameron Boyce mit einem Young Artist Award in der Kategorie „Best Performance in a Feature Film – Young Ensemble Cast“ ausgezeichnet. Zusätzlich zu dieser Auszeichnung wurde sie auch noch für einen Young Artist Award in der Kategorie „Best Performance in a Feature Film – Leading Young Actress“ nominiert, konnte sich dabei allerdings nicht gegen Chloë Grace Moretz durchsetzen, die den Preis für ihre Leistung in Hugo Cabret entgegennahm.
Bereits in der Vorproduktion befindet sich ein weiterer Film, bei dem Jordana Beatty in der Haupt- wie auch Titelrolle zu sehen sein wird. In Eloise in Paris, nach der bekannten Buchreihe Eloise von Kay Thompson und den Illustrationen von Hilary Knight, erhielt sie die Titelrolle der Eloise und wird in dieser neben Schauspielkollegen wie Uma Thurman, Billi Bruno und Nicky Jones zu sehen sein. Erste Pläne und die Verpflichtung von Uma Thurman wurden bereits im Jahre 2007 bekanntgegeben, Beattys Teilnahme an der Produktion wurde ebenfalls bereits im Mai 2008 verkündet. Ein vorläufiger Veröffentlichungstermin wurde noch nicht bekanntgegeben.

## Filmografie
Spielfilme
- 2006: Superman Returns
- 2011: Judy Moody und der voll coole Sommer (Judy Moody and the Not Bummer Summer)

Fernsehserien
- 2002: Life Support (eine Episode)
- 2005: All Saints (sechs Episoden)
- 2007: Home and Away (zwei Episoden)
- 2009: Legend of the Seeker – Das Schwert der Wahrheit (Legend of the Seeker, zwei Episoden)
- 2013: Mind Over Maddie (11 Episoden)
- 2021: Young Rock (vier Episoden)

## Auszeichnungen und Nominierungen
Auszeichnungen
- 2012: Young Artist Award in der Kategorie „Best Performance in a Feature Film – Young Ensemble Cast“ für ihr Engagement in Judy Moody and the Not Bummer Summer (zusammen mit Parris Mosteller, Preston Bailey, Jackson Odell, Taylar Hender, Ashley Boettcher, Garrett Ryan und Cameron Boyce)[1]

Nominierungen
- 2012: Young Artist Award in der Kategorie „Best Performance in a Feature Film – Leading Young Actress“ für ihr Engagement in Judy Moody and the Not Bummer Summer[1]